# Seznam grških astronomov
Seznam grških astronomov.

## A
- Eugène Michel Antoniadi

## F
- Jean-Henri Focas (1909 – 1969)

## G
- Nikeforos Gregoras

## H
- Emilios T. Harlaftis

## O
- Oinopid

## P
- John Stefanos Paraskevopoulos (1889 – 1951)